# Trimeresurus labialis
Espèce
Synonymes
- Cryptelytrops labialis (Steindachner, 1867)

Trimeresurus labialis est une espèce de serpents de la famille des Viperidae. 

## Répartition
Cette espèce est endémique des îles Nicobar en Inde.

## Description
C'est un serpent venimeux.

## Publication originale
- Steindachner, 1867 : Reise der österreichischen Fregatte Novara um die Erde in den Jahren 1857, 1858, 1859 unter den Befehlen des Commodore B. von Wüllerstorf-Urbair (1861) - Zoologischer Theil - Erste Band - Reptilien p. 1-98.